# 預熱塞

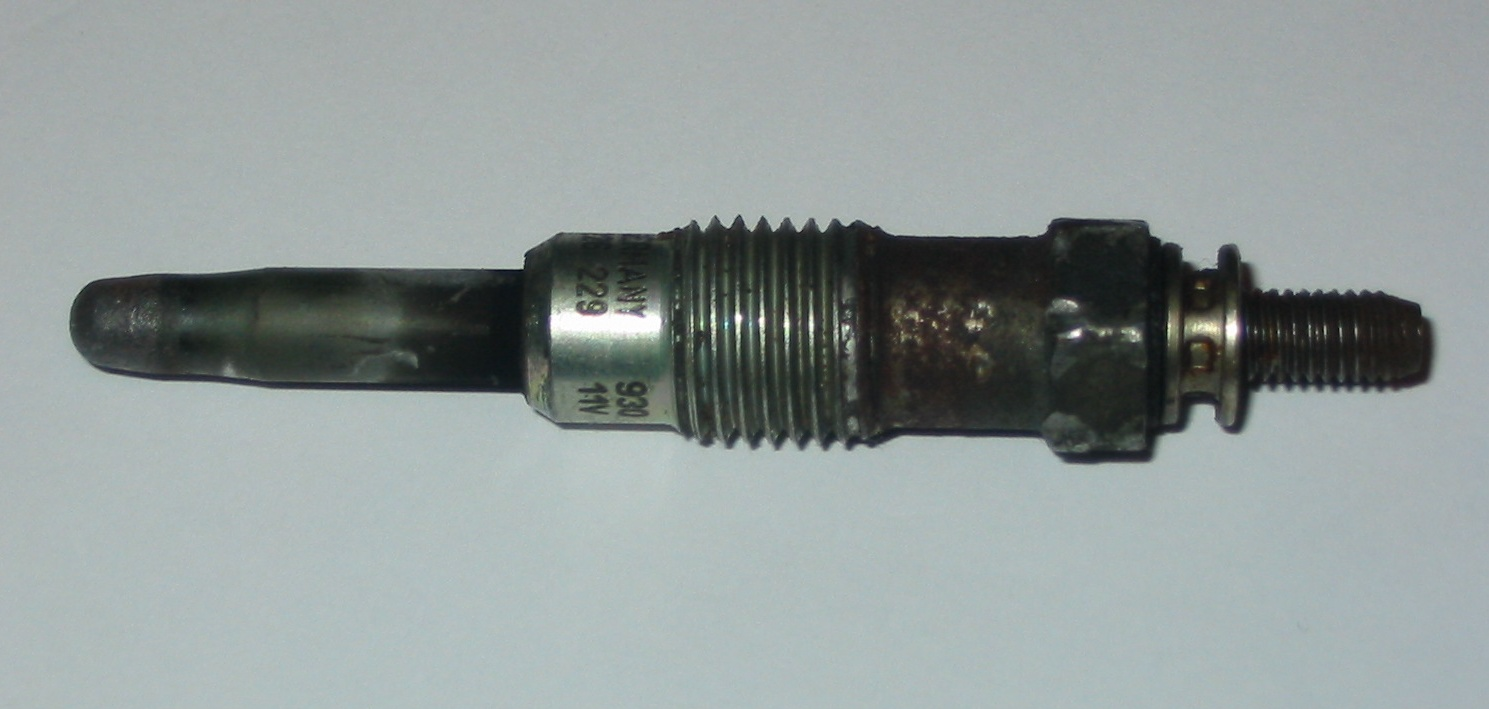
預熱塞

預熱塞（英語：Glow Plug），俗称电热塞，是一個使用在柴油引擎啟動過程中的輔助加熱器材。

## 作用
當柴油引擎啟動時，因為外部的低溫，使得依靠進氣、壓縮、爆炸、排氣循環的過程，難以啟動引擎的循環，此時就需要補助加溫。這個裝置裝設在引擎氣缸上部的預熱室，噴油嘴下方。當柴油被噴出霧化時，會經過預熱塞而被加溫。當油氣被壓縮時，則容易爆炸，啟動引擎的循環，達到正常的引擎循環工作。
按照电热塞的发热时间，可以分为慢速和快速型电热塞。
按材料分，可以分为金属电热塞和陶瓷电热塞。

## 發展
初期的預熱塞是由電熱線捲成圈狀，安置在螺絲的一端，經由電瓶的通電加熱，其電路中有一指示器安置於駕駛艙，讓駕駛者控制加熱時間，約15~20秒完成預熱過程。經過不斷的改進，預熱塞的發熱線圈改裝於保護管內，以免因氣缸內的高溫及腐蝕性氣體毀損，且預熱過程改由繼電器及時間控制器來精確控制，以保護預熱塞，預熱時間由原先的20秒縮短到4秒，不僅預熱迅速，且更耐用。更有自控線圈與發熱線圈相連後，產生迅速昇溫到達一定高溫時，電流自動下降維 持固定電流，不致毀損預熱塞。

## 另見
- 火星塞